# Renqing
Renqing ist eine wesentliche Basis für die chinesischen Guanxi-Beziehungen (关系). Es steht für wechselseitige Geschenke und Gefälligkeiten im Beziehungsnetz.
Renqing (人情 rénqíng) sind wie  „Schulden“, die sich durch den Empfang einer Gefälligkeit aufbauen, und können über Jahre, ja im Sinne der auf Langjährigkeit angelegten Guanxi-Beziehungen sogar über Generationen Bestand haben.
Für Chinesen gilt es als Selbstverständlichkeit, eine Gegenleistung zu erbringen.